# هيرواكي موراكامي
هيرواكي موراكامي (باليابانية: 村上弘明؛ بالكانا: むらかみ ひろあき) هو ممثل ياباني، ولد في 22 ديسمبر 1956 في ريكوزينتاكا في اليابان.

## وصلات خارجية
- هيرواكي موراكامي على موقع IMDb (الإنجليزية)
- هيرواكي موراكامي على موقع روتن توميتوز (الإنجليزية)
- هيرواكي موراكامي على موقع ألو سيني (الفرنسية)
- هيرواكي موراكامي على موقع أول موفي (الإنجليزية)
- هيرواكي موراكامي على موقع قاعدة بيانات الفيلم (الإنجليزية)
- هيرواكي موراكامي على موقع كينوبويسك (الروسية)